# Capitale di credito
Si dice capitale di credito la parte del capitale d'impresa preso a prestito da un istituto di credito, e viene concesso a seguito di un'istruttoria nella quale viene analizzata la solvibilità dell'azienda.
Può essere reso disponibile sotto forme diverse e si suddivide principalmente in due tipologie:
- prestito a medio/lungo termine
  - prestito obbligazionario
  - mutuo passivo a medio o lungo termine
  - leasing finanziario
- prestito a breve termine
  - anticipazioni su fatture o ricevute bancarie
  - apertura di credito in conto corrente

Viene spesso usato quale fonte principale di finanziamento dell'attività poiché, per molti ordinamenti fiscali, è possibile dedurre dall'imponibile gli oneri finanziari derivanti dal prestito ricevuto.